# Peruansk pasohäst
Den peruanska pasohästen är en hästras från Peru som härstammar från de spanska hästar som de spanska conquistadorerna förde med sig till Amerika under 1500- och 1600-talen och har bibehållits ren utan inblandning från andra raser sedan dess. Hästarna är vackra och ädla och har en extra gångart kallad Paso Ilano som är en töltliknande mjuk gångart. Hästen är liten med kraftfull, är till temperamentet lättriden och mycket tjänstvillig. Utan ryttare är hästen lugn men har med ryttare förmåga att föra sig vackert och "paradera".

## Historia
Rasen har utvecklats från de hästar som conquistadorerna förde med sig till Sydamerika på 1500- och 1600-talen. Även Berberhästar som tagits till Spanien och Portugal från Nordafrika fördes med skeppen till den Nya världen. Peruansk pasohäst anses vara en mycket ren ras, då någon inblandning av andra hästraser inte skett sedan dess.  De peruanska pasohästarna har utvecklats av peruanska uppfödare under strängt isolerade förhållanden där man med selektiv avel har kunnat utveckla en häst med en helt unik karaktär som är riktigt bekväm att rida.
Under 1700-talet utvecklades vägsystemen och många uppfödare satsade då på körhästar, men de peruanska uppfödarna fortsatte envist med sina ridhästar eftersom man även behövde hästarna på plantagerna i landet och för att bära dem i de branta bergen.
Trots att den peruanska pason har funnits sedan 1600-talet så skedde den första importen inte förrän under 1970-talet. Den peruanska pason har under de senaste 30 åren växt i popularitet i USA och på andra håll. År 2003 beräknades antalet peruanska paso i världen uppgå till 25 000, vilka används för hästshower, parader, nöje, fältridning och uthållighetsritt. I USA uppgår antalet peruanska pasohästar till omkring 12 000 exemplar (1997).

## Egenskaper

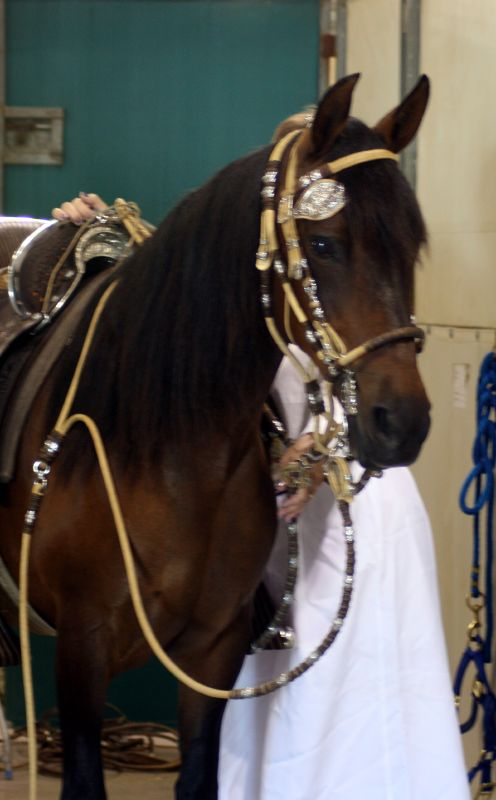
Den peruanska pason visas ofta upp på utställningar i omsorgsfullt utsmyckade betsel

Den peruanska pason är en vacker och ädel häst med mycket styrka och kraft. Luftiga rörelser och bekväma att rida är något av de egenskaper som de peruanska uppfödarna eftersöker. Hästarna ska ha en stolt hållning och något som i Peru kallas för "termino", en utåtgående frambensrörelse som mest kan liknas vid armtagen när man simmar i crawl. En annan eftertraktad egenskap hos hästarna kallas "brio" som betyder att hästen är samarbetsvillig, lyhörd och elegant. Hästar med "brio" värderas högt i Sydamerika och även i USA.
Förutom att de peruanska pasohästarna ska ha en stolt utstrålning så ska även utseendet följa viss standard. Huvudet ska vara ädelt och proportionerligt med rak nosprofil och stora ögon och näsborrar. Likt Andalusiern har de ett väldigt spansk utseende med en kraftig nacke som har en naturlig fin böjning i nacken. Benen är starka och långa och låren är kraftiga och muskulösa. Hästarna har oftast rikligt med man och svans med tjockt tagel som ofta vågar sig. Även om alla färger är tillåtna så är det tradition i Peru att enbart använda hästar i aveln som har mörk hud och hela färger. Stora vita tecken och rosa hud är inte önskvärt och används inte i aveln men de är tillåtna och registreras. Arvet från de primitiva spanska hästarna och berberhästen gör att rasen ibland kan få riktigt iögonfallande färger.
Den peruansk pason har fyra naturligt nedärvda fyrtakts gångarter: vanlig gång, paso llano, sobreandando, och huachano. Gångarterna är alla laterala i stället för diagonala, vilket ger en jämn gång, tre hovar är alltid i marken samtidigt. Hästen kan också föras i samlad galopp och mellangalopp. Paso llano tillhör samma grupp med gångarter som Paso Finons gångarter, kort och gott kallad Paso, som är en grupp med vad som räknas som världens mjukaste gångarter och de peruanska hästarnas ryggar är i stort sett helt stilla under gången.
Hästen går oftast oskodd och med kort verkade hovar då hovarna är extremt starka och tåliga. I Peru rids hästarna in med största försiktighet och då man eftersträvar en mjuk mun är man noggrann med de bett som används på hästarna. De peruanska pasohästarna kräver lugna ryttare som har varsam hand. De peruanska pasohästarna kan vara väldigt känsliga, men de är samarbetsvilliga och har stor framåtanda.
Den peruanska pason har utnämnts till peruanskt "kulturarv" (Patrimonio Cultural) i ett försök att begränsa aveln och det finns nu lagar som inskränker exporten av hästarna.

### Inte en Paso Fino
Ett nära släktskap antas ofta föreligga mellan den peruanska pasohästen och Paso Fino-hästen. Trots att de två raserna delar ursprunget från den gamla världen och de spanska hästarna och också delar samma karakteristiska gångart paso (sp. "paso" betyder gång) så har de två raserna utvecklats åtskilda i den nya världen i olika områden, och har fortsatt att hållas i relativ isolering.

## Peruansk Paso i Sverige
I Sverige är rasen relativt ny och det finns för tillfället ca 30 hästar, varv de flesta är unghästar. Det första Peruanska Paso-fölet föddes 2008 i Skåne, därefter har aveln i Sverige ökat markant.